# Bernhard Weyrather

Sechs Assistenten von Peter Behrens am Arbeitsplatz: (von links) Mies van der Rohe, Meyer, Hertwig, Weyrather (links dahinter), Krämer, Gropius (mit Plan), 1908

Bernhard Weyrather (* 29. Januar 1886 in Düsseldorf; † 16. Mai 1946 in Dresden) war ein deutscher, anthroposophischer Architekt. Seine Ehefrau Gertrud Weyrather-Engau  (* 9. April 1876 in Böhrigen; † 6. Oktober 1950 in Radebeul; Geburtsname Gertrud Engau) war eine deutsche, anthroposophische Kunstgewerblerin und Malerin. Als Künstler-Ehepaar schufen sie gemeinsame Bauwerke im Stil anthroposophischer Architektur.

## Leben und Wirken
Nach einer Ausbildung zum Schreiner studierte Weyrather ab Sommer 1903 Architektur an der von dem Architekten und Industriedesigner Peter Behrens geleiteten Kunstgewerbeschule Düsseldorf, an der er auch die in der Architekturklasse studierende Gertrud Engau kennenlernte, die später als seine Ehefrau Gertrud Weyrather-Engau eine bekannte Kunstgewerblerin wurde. In der Architekturklasse war Johannes Ludovicus Mathieu Lauweriks sein Lehrer. 1904 erhielt er auf Vorschlag der Kunstgewerbeschule Düsseldorf ein Stipendium aus der Aders-Tönnies-Stiftung, 1906 gewann Weyrather die Ausschreibung seiner Schule, im selben Jahr ihren Beitrag bei der Dritten Deutschen Kunstgewerbeausstellung in Dresden zu stellen.
Als Behrens 1907 nach Berlin ging und dort als selbstständiger Architekt ein Atelier eröffnete, folgte Weyrather. Ein Foto von 1908 zeigt ihn mit seinen Kollegen Ludwig Mies van der Rohe, Adolf Meyer, Max Hertwig, Jean Krämer und Walter Gropius.
Vor 1913 heirateten Engau und Weyrather. Um 1913 betrieb Weyrather-Engau in Düsseldorf als Werkkünstlerin die Werkstatt für Batik, Hand- und Maschinenstickerei. Darüber hinaus hatte sie einen Lehrauftrag an der Werkkunstschule Aachen.
Das Künstlerpaar Weyrather hatte seinen ersten Kontakt mit der Anthroposophie, als Bernhard Weyrather im Atelier des Düsseldorfer Architekten Max Benirschke arbeitete, der auch, seit 1903, ein Lehramt an der Düsseldorfer Kunstgewerbeschule hatte. Dieser sollte zum Bau des ersten Goetheanums von Rudolf Steiner hinzugezogen werden. 
Nach vier im Ersten Weltkrieg als Soldat verbrachten Jahren gingen Bernhard und seine Frau Gertrud Weyrather nach Dresden. Beide traten 1920 der Anthroposophischen Gesellschaft bei. Sie taten sich mit dem Bildhauer Walther Kniebe zu einer Arbeits- und Wohngemeinschaft zusammen. Diese wurde zu einem Mittelpunkt anthroposophischen Lebens in Dresden. Sie organisierten 1921 in Dresden die ersten anthroposophischen Studienwochen mit einer Eurythmie-Aufführung der Goetheanum-Gruppe unter Marie Steiner aus dem schweizerischen Dornach und setzten sich für die Veranstaltung grundlegender Vorträge über Anthroposophie und Dreigliederung ein.
Im Jahr 1922 gesellte sich der aus Radebeul stammende Baumeister und Architekt Gustav Otto Ziller zu der Gemeinschaft, dem im dortigen Serkowitz noch die große elterliche Villa seines verstorbenen Vaters, des Mitinhabers der Baufirma „Gebrüder Ziller“ und Architekten Gustav Ziller, gehörte. In der Folgezeit siedelte die anthroposophische Arbeits- und Wohngemeinschaft nach Radebeul über, wo sowohl Ziller als auch Weyrather noch im Adressbuch 1943 als Bewohner der Zillerschen Mietvilla, Ziller in der 2. Etage als Eigentümer und Weyrather darunter als Mieter, nachweisbar sind. Ziller machte sich als Architekt jedoch bereits im Juni 1926 selbstständig.
In den 1920er Jahren kamen Vorbereitungen zur Gründung der Dresdner Christengemeinschaft und zur Gründung der dortigen Waldorfschule (1929) hinzu. Diese wurde 1941 verboten, im Oktober 1945 neueröffnet, im August 1949 erneut verboten und 1990 erneut gegründet.
Mehr als 20 Jahre betrieb das Künstler-Ehepaar sein Atelier vom Dresdner Raum aus: Bernhard Weyrather als Architekt wurde von seiner Frau Gertrud unterstützt, die für ihre Batikarbeiten und Kunststickereien geschätzt wurde. Für jedes Bauvorhaben wurden auch die Innenraumgestaltungen, die Entwürfe für das Mobiliar sowie die Beleuchtungskörper ausgearbeitet, wobei Weyrather-Engau für die farblichen Gestaltungen zuständig war. 
Das wohl bedeutendste Bauwerk im Dresdner Raum war die Kirche der Christengemeinschaft von 1935 (Reichenbachstraße 30), die bei der Bombardierung Dresdens im Februar 1945 zerstört wurde, jedoch 1998/1999 als Johannes-Kirche neu erbaut wurde (siehe Liste der Sakralbauten in Dresden). Doch nur etwa die Hälfte von Weyrathers Werken entstand in Sachsen.
Die andere Hälfte seiner Werke entstand im weit entfernten Bayerischen Wald. Da er mit einer Arztfamilie in Schwarzach befreundet war, entstand dort 1925 seine erste bayrische Villa (siehe Wohnhaus Dr. Gäch). Über diese Familienfreundschaft und sein erstes Referenzobjekt schuf Weyrather im Bayerischen Wald im Laufe der folgenden Jahre eine Reihe von Villen im Stil anthroposophischer Architektur, so 1927 auch eine in Bad Kötzting.
Nach einem kurzen Krankenlager starb Weyrather im Mai 1946 in Dresden, seine Frau starb 1950 in Radebeul.